# Madison Square Garden
A Madison Square Garden (röviden: MSG, „The Garden”) a világ egyik legismertebb sportcsarnoka, az amerikai egyesült államokbeli New Yorkban; 20 ezer ülőhely található benne. Jelenleg a New York Knicks kosárlabda- és a New York Rangers jégkorongcsapatok otthona, de számos nagyközönség előtt zajló eseménynek is helyt ad, ilyen volt például a Republikánus Párt 2004. évi konvenciója.
A sportok közül talán a box történetében játszotta a legnagyobb szerepet, mielőtt Don King, Bob Arum és mások jóvoltából Las Vegasba került volna, a Madison Square Garden volt az ökölvívás Mekkája. (Itt volt például Joe Louis számos mérkőzése, az 1972-es Roberto Duran–Ken Buchanan mérkőzés és az első Joe Frazier–Muhammad Ali összecsapás.)

## Története
Az első két ilyen nevű sportcsarnok a Madison Square-en volt, a Madison sugárút és a 26. utca találkozásánál. A területen korábban a New York and Harlem Vasúttársaság pályaudvara állt, a Grand Central Terminal elődje, annak 1871-es megnyitásáig. Ebben az évben vette meg az elhagyott épületet P.T. Barnum, aki Barnum's Monster Classical and Geological Hippodrome néven arénává alakíttatta, főként kerékpárversenyek céljára. 1876-ban Gilmore's Gardenre keresztelték át.
A második Madison Square Gardent Stanford White tervezte (akit később itt öltek meg), 1890-ben nyitotta meg kapuit. 1925-ben az aréna új helyre, a Nyolcadik sugárút és az 50. utca kereszteződéséhez költözött, de nevét megtartotta. A Madison Square Garden IV 1968. február 11-én nyílt meg, szintén a Nyolcadik sugárúton, a nyugati 31. és 33. utca között.

## Fontosabb események
- 1879. február 12. – megnyílik az első mesterséges jégpálya Észak-Amerikában
- 1906. június 25. – Stanford White-ot, a MSG II építészét az aréna tetején lelövi Harry K. Thaw; a gyilkosság oka állítólag az volt, hogy White elcsábította Thaw feleségét[1]
- 1954. március 19. – Joey Giardello a hetedik menetben kiüti Willie Toryt az első színesben közvetített címvédő mérkőzésen
- 1971. augusztus 1. – Hangverseny Bangladesért: a George Harrison szervezte koncert a bangladesi háború éhező menekültjein kívánt segíteni
- 1994. június 14. – a New York Rangers 54 év után elnyeri a Stanley Kupát
- 2001. október 20. – Concert for New York City: a 2001. szeptember 11-ei terrortámadás áldozatainak és családjaiknak megsegítésére tartott koncert
- 2019. június 14. - Borics Ádám Magyarország legjobb küzdősportolója itt nyerte meg Aron Pico elleni Bellator összecsapását. A második menet első pár másodpercében egy repülő térdest vitt be Ádám ellenfelének (ebből ered a "Flying Kid" beceneve), amiből mindenki nagy meglepetésére a magyar fiú K.O-val győzte le ellenfelét